# Élisabeth Beurret
 (décembre 2011).
Élisabeth Beurret est une artiste suisse d’origine française, née à Grenoble en 1957. Elle vit et travaille à Genève.

## Biographie
Élisabeth Beurret se forme à l’École des Arts Décoratifs de Grenoble (1975 à 1977) puis à l’École Nationale des Beaux-arts de Saint-Etienne (1977-1978). Elle est diplômée de l'École Nationale des Beaux-arts de Lyon, atelier communication (1978-1981). Elle reprend des études en Suisse de 1990 à 1992 et obtient le diplôme de peinture et activités créatrices à l’École Supérieure d'Art Visuel de Genève.
Elle est membre de la Société Suisse des Beaux-Arts (SSBA), de la Société suisse des artistes visuels (Visarte) et de l’International Association of Hand Papermakers and Paper Artists (IAPMA).
Durant sa formation, Élisabeth Beurret découvre le papier  végétal comme matière première pour ses créations et conduit  parallèlement un important travail pédagogique autour de cette matière  en particulier avec les Musées d'art et d'histoire de Genève. 
Depuis 1977 de nombreux voyages au Mali, au Niger, en Haute-Volta, au Maroc, en Indonésie (Ile de Nias, Sumatra), en Australie, au Ladakh, dans les parcs nationaux des États-Unis, au Canada, en Turquie, en Islande, en Irlande, en Nouvelle-Calédonie, l'ouvrent à diverses cultures et lui permettent d'approfondir sa technique de fabrication du papier avec un regard nouveau en utilisant les techniques occidentales, orientales et océaniennes.

## Démarche artistique
Élisabeth Beurret entretient des rapports particuliers avec les lieux dans lesquels elle collecte des végétaux. Elle a notamment travaillé à partir des végétaux des marais d’Oléron, des plantes littorales de Bretagne (en résidence en 2004 au musée des beaux-arts de Pont-Aven). Elle a présenté en 2009 dans le Domaine du Rayol un ensemble d'œuvres à partir des végétaux emblématiques du Jardin des Méditerranées conçu par Gilles Clément. Elle travaille actuellement à partir du dragonnier des Iles Canaries  et du pandanus de Nouvelle-Calédonie. Son travail de mise en œuvre et en scène du végétal est lié à une approche ethnobotanique.
Laurence Carducci décrit bien le travail d'Elisabeth Beurret:
« Elisabeth Beurret entretient avec les végétaux des rapports privilégiés. Ils sont pour elle une source inépuisable d’exploration. Leur faculté de survie et leur formidable adaptation aux conditions climatiques s’inscrivent à même leur texture. Ils sont les générateurs de l’atmosphère et les dispensateurs indispensables de nourriture. Leur force, lisible dans les fibres des plus puissants d’entre eux, dirige la recherche de l’artiste et forme son vocabulaire. (…) La notion de cycle, inscrite dans le fonctionnement vital des plantes joue un rôle important dans la recherche d’Elisabeth Beurret. Le temps de l’imprégnation dans le milieu naturel, le geste de la récolte, donnent le ton de la métamorphose imposée au végétal lors de la confection du papier. Le souvenir de la rencontre influence également l’œuvre en devenir, par exemple, par l’intervention discrète de la couleur. (…). Des métamorphoses surprenantes lui ont aussi révélé une certaine connivence avec les cultures d’Australie et d’Extrême-Orient ».

## Collections publiques
- Fonds de Décoration de la Ville de Meyrin (Suisse)
- Fonds Cantonal de Décoration de Genève (Suisse)
- Centre du livre d’artiste contemporain de Verderonne (France).

## Expositions personnelles (sélection)
- 2013 "Papiers des marais", La Gallery, Aix-en-Provence.
- 2010 "Estampages de dragonnier, papier végétal et dessin", Galerie 29, Evian.
- 2009 "D’eau et de feu", Forum Meyrin, Genève.
- 2008 "Art papier, rouge dragon", Galerie Fallet Genève.
- 2007 "Art papier, langage du végétal", Galerie art4art, Zurich.
- 2007 "Plantes et papiers d'eau et de feu", Atelier C, Paris
- 2007 "Plantes et papiers d'eau et de feu", Centre culturel Balavoine, Arques, France.
- 2006 "Papier des marais", Galerie Fallet, Genève.
- 2006 "Plantes papiers peintures", Domaine du Rayol. France.
- 2004 "Art du papier, matière-couleur", Galerie art4art, Zurich.
- 2004 "Papier-Nature", Galerie Marianne Brand, Carouge, Suisse.
- 2002 "Papier de la mémoire", Galerie Equinoxe, Carouge, Suisse.
- 1999 "Itinéraires-papier", Ferme de la Chapelle, Grand-Lancy, Suisse.
- 1998 "Papier de feuilles, livres de plantes", Galerie Equinoxe, Carouge, Suisse.
- 1996 "Écritures de papiers", Galerie Equinoxe, Carouge, Suisse.
- 1995 "Papier-peinture", Centre d'Art en l'Île, Genève.

## Expositions collectives (sélection)
- 2013 "Tapa", Museum d'histoire naturelle, Aix-en-Provence.
- 2011 "Partir, repartir", Musée des suisses dans le monde, Genève.
- 2011 "Art suisse romande", Galerie de l’hôtel de ville d’Yverdon-Les-Bain, Suisse.
- 2007 "Livre fou", Centre contemporain du livre d’artiste de Verderonne, France.
- 2006 "Printemps souterrain", Printemps contemporains d'Evian, France.
- 2005 "Plantations-élémentaires", Abbaye de Jumièges, France.
- 2005 "5e Triennale internationale du papier", Musée du pays et Val de Charmey, Suisse.
- 2002 "4e Triennale internationale du papier", Musée du pays et Val de Charmey, Suisse.
- 2002 "Flore et sens, 10 jours d'art contemporain", Evian, France
- 2000 "Les artistes genevois", ONU, Genève.
- 1999 "Jaune comme…", Centre de rencontres, Cartigny, Suisse.
- 1999 "3e Triennale internationale du papier", Musée du pays et Val de Charmey, Suisse.
- 1996 "2e Triennale internationale du papier", Musée du pays et Val de Charmey, Suisse.

## Publications
- Élisabeth Beurret, Jean-Pierre Brazs « "La fleur de feu" », éditions Notari, 2009.  (ISBN 978-2-940408-06-1)